# タヴァニャスコ
タヴァニャスコ（伊: Tavagnasco）は、イタリア共和国ピエモンテ州トリノ県にある、人口約800人の基礎自治体（コムーネ）。

## 地理

### 位置・広がり

#### 隣接コムーネ
隣接するコムーネは以下の通り。
- ブロッソ
- クアッソーロ
- クインチネット
- セッティモ・ヴィットーネ
- トラヴェルセッラ